# Cercopithecus wolfi
Cercopithecus wolfi (Мавпа Вольфа) — вид приматів з роду Мавпа (Cercopithecus) родини мавпові (Cercopithecidae).

## Опис
C. wolfi мають темно-сіре хутро на спині з червонуватим клаптем в центрі. Черевне хутро зазвичай біле або блідо-жовте. Передні кінцівки від темно-сірого до чорного кольору в той час як задні кінцівки світлого червоно-коричневого кольору. Дистальна половина хвоста чорна, а проксимальна половина сіруватого забарвлення. Обличчя характеризується чорною плямою, що тягнеться від вуха до вуха, від низу очей до верхньої частини голови. Клапоть білого хутра росте з чола. Щоки і підборіддя білувато-жовті, черевне хутро і вуха часто білі або злегка червонуваті. Довжина тіла самців коливається від 445 до 511 мм. Довжина хвоста у самців коливається від 695 до 822 мм. Вага самців становить від 3,8 до 4,2 кг, самиці значно менші, довжиною від 2,4 до 3,1 кг. Самці також мають більші ікла, ніж у самиць.

## Поширення
Найбільш часто зустрічаються в Демократичній Республіці Конго і в Уганді. Населяє первинні та вторинні тропічні ліси.

## Стиль життя
Вид деревний і денний з чотириногим стилем пересування. Вони, як правило, проживають і збирають їжу на середній висоті 15 метрів над землею. C. wolfi найбільш активні вранці і ввечері. Розмір групи до 12 осіб. Великі групи часто розділені на дрібніші групи при пошуку продуктів, таких як фрукти і комахи. Ці мавпи знаходяться також в групах змішаного видів. Вони найчастіше знаходяться в асоціації з Lophocebus aterrimus, рідше з Cercopithecus ascanius і Colobus angolensis. Відомі хижаки: Stephanoaetus coronatus, Panthera pardus.
Самиці народжують одне дитинча, близнюки зустрічаються рідко. Більшість пологів відбуваються з червня по грудень, коли є найбільше велика кількість їжі. Вагітність триває від 160 до 170 днів, а молодняк годується протягом 3 місяців після народження. Самиці дають їх перше потомство у віці від 4 до 5 років. Середня тривалість життя, як повідомляється, від 20 до 26 років.